# Йозеф Марко (футбольний арбітр)
Йозеф Марко (чеськ. Jozef Marko, нар. 19 травня 1946) — колишній чехословацький футбольний арбітр. Арбітр ФІФА з 1980 по 1992 рік.

## Кар'єра
В чехословацькій лізі судив у 1977—1993 роках, провівши в цілому 182 матч ліги, а також фінали кубка Чехословаччини 1987 і 1993 років.
Як арбітр ФІФА у період 1980—1992 відсудив десять міжнародних матчів збірних, а також 12 матчів у єврокубках (3 матчі Кубка європейських чемпіонів, 3 матчі у Кубку володарів кубків 3 матчах і 6 ігор в Кубку УЄФА). Також відсудив дві гри на молодіжному чемпіонаті світу 1989 року в Саудівській Аравії.
З 1993 року став працювати у новоствореному Словацькому футбольному союзі. Пізніше був членом та заступником голови комісії суддів УЄФА і, зокрема, працював на чемпіонаті Європи 2012 року в Польщі та Україні.